# Lactifluus corrugis
Lactifluus corrugis (anteriormente Lactarius corrugis) é uma espécie de fungos da família Russulaceae. Foi descrito pela primeira vez por pelo micólogo dos Estados Unidos Charles Horton Peck em 1879.